# Samantha Black
Samantha Black är artistnamnet för en fribrottare från San José i Costa Rica är en costaricansk fribrottare som sedan oktober 2024 brottas i Mexikos största fribrottningsförbund, Consejo Mundial de Lucha Libre (CMLL). Tidigare brottades hon för Costa Rica Wrestling Embassy (CWE). Hon representerade det internationella fältet i CMLL:s årliga Grand Prix evenemang där internationella fribrottare möter mexikanska i en 10 mot 10-match under pay-per-view.